# Subfusil FBP
El FBP es un subfusil calibre 9 mm proyectado en 1940 por Gonçalves Cardoso, mayor de artillería del Ejército Portugués. El inicio de la Segunda Guerra Mundial detuvo el desarrollo del arma, que fue modificada y entró en producción en 1948.

## Historia
Este subfusil fue producido por la Fábrica de Braço de Prata de Lisboa, cuyas iniciales dieron su nombre al arma, que entró en servicio como el m/948 en 1948. Empleaba el gran cerrojo y el muelle telescópico del subfusil alemán MP40, así como la culata extensible del subfusil estadounidense M3. El m/948 tenía una camisa de enfriamiento con un riel para montar la bayoneta estándar del Mauser portugués, algo inusual en un subfusil.
El FBP m/948 solamente podía disparar en modo automático. El FBP m/963, una versión actualizada introducida en 1961, tenía un selector de disparo que le permitía disparar en modo semiautomático.
El arma fue principalmente suministrada a oficiales y suboficiales de las Fuerzas Armadas portuguesas y de las fuerzas de seguridad, junto a varios subfusiles MP34. En servicio portugués, fue empleado en combate en Angola, Guinea Portuguesa, Mozambique, India portuguesa y Timor portugués. Fue reemplazado en servicio por el Uzi de 9 mm y la versión con culata extensible del fusil estándar m/961 G3.
En 1976, la Fábrica de Braço de Prata, dirigida por el Mayor de Ingenieros Mário Tavares, desarrolló una versión modernizada del FBP con una camisa de enfriamiento, pero nunca entró en producción.

## Variantes
- FBP m/948: versión original, solo podía disparar en modo automático.
- FBP m/963: versión introducida en 1963, con selector de disparo y capacidad de disparar en modo semiautomático.
- FBP m/976: versión desarrollada en 1976, con una camisa de enfriamiento alrededor del cañón que, accidentalmente, también mejoró la precisión del arma.